# Nonviolent Peaceforce

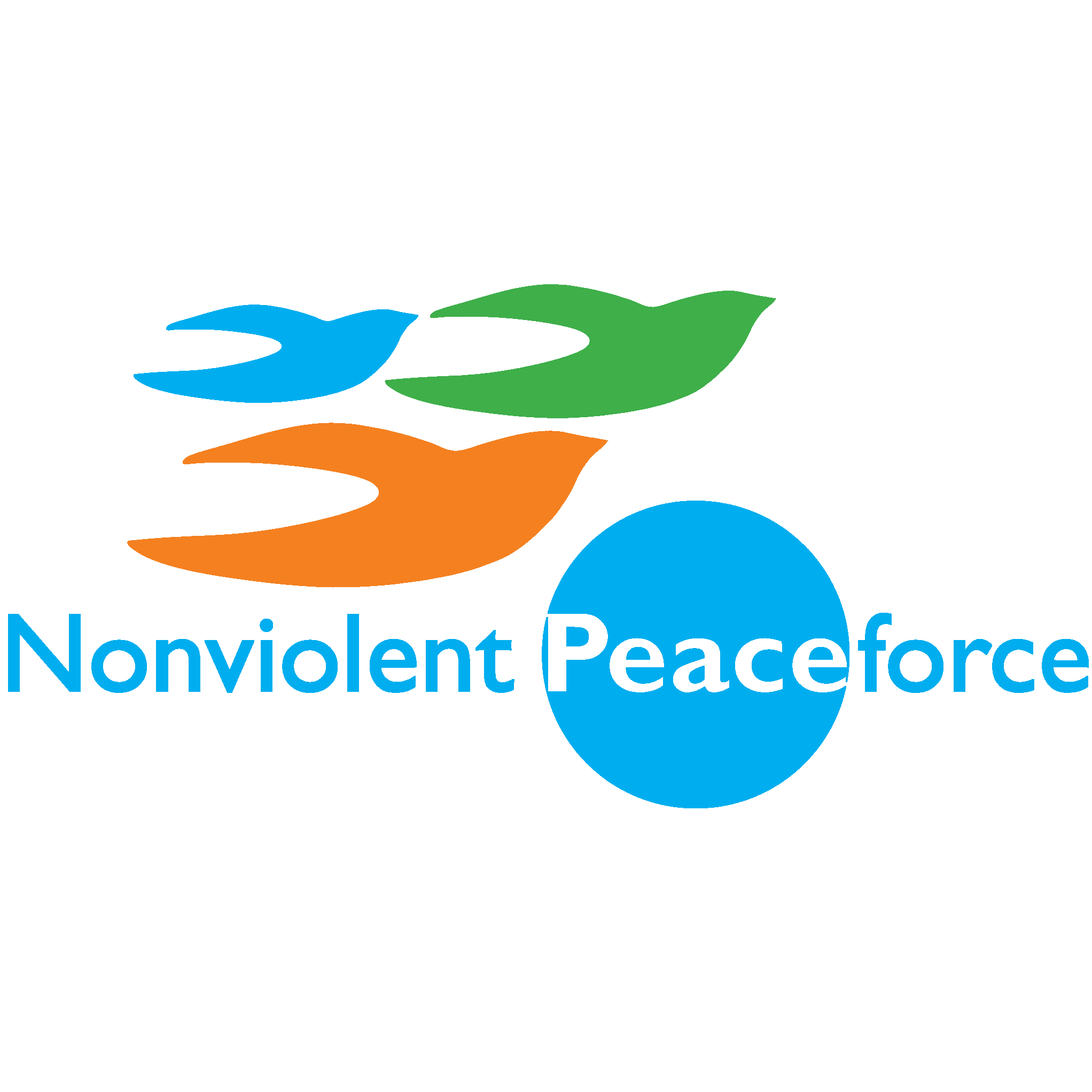
Logo der Nonviolent Peaceforce

Nonviolent Peaceforce (NP) ist eine internationale Nichtregierungsorganisation, die sich in Konfliktregionen für den Schutz der Zivilbevölkerung und die Reduzierung von Gewalt einsetzt. Zusammen mit einheimischen Partnerorganisationen, auf deren Einladung hin NP gegebenenfalls aktiv wird, wird mit gewaltfreien Methoden daran gearbeitet, von Gewalt bedrohte Menschen und Organisationen zu schützen und zur Reduzierung von Gewalt beizutragen. Auf diese Weise sollen nachhaltige Friedensprozesse ermöglicht bzw. unterstützt werden. Die Teams der NP bestehen aus ausgebildeten Friedensfachkräften und sind international zusammengesetzt.
Die Nonviolent Peaceforce hat ein Netzwerk aus über 65 Organisationen und Einzelpersonen, die sie unterstützen in aller Welt. Sie hat ihren Sitz in Ferney-Voltaire, Frankreich bei Genf.
Deutsche Gründungsorganisationen der NP sind der Bund für Soziale Verteidigung und das forumZFD.